# 지포니발레피아나
지포니발레피아나(이탈리아어: Giffoni Valle Piana)는 이탈리아 캄파니아주 살레르노도에 위치한 코무네이다. 경제는 대부분 농업을 기반으로 하고 있으며, 소규모 경공업과 서비스 회사들도 존재한다.

## 역사
지포니 지역은 고대 로마인들이 남부 이탈리아를 정복하면서 2차례 파괴된 피첸차의 고대 도시 지역이다.

## 지포니 영화제
1971년부터 마을에서 열리는 국제 어린이 영화제이다.

## 같이 보기
- 몬티 피첸티니
- 지포니세이카살리